# 卡利卡普尔
卡利卡普尔（Kalikapur），是印度贾坎德邦Pashchimi Singhbhum县的一个城镇。总人口3786（2001年）。

## 人口
该地2001年总人口3786人，其中男性1963人，女性1823人；0—6岁人口243人，其中男131人，女112人；识字率90.17%，其中男性为93.22%，女性为86.89%。